# Place de la Nation
Die Place de la Nation ist ein Platz im Osten von Paris an der Grenze zwischen 11. und 12. Arrondissement und dem 44. Quartier Sainte-Marguerite und dem 46. Quartier de Picpus. Er ist einer der größten und wichtigsten Verkehrsknotenpunkte der Stadt. Der Platz bekam seinen Namen anlässlich des Nationalfeiertags am 14. Juli 1880, ab dem auf allen öffentlichen Gebäuden die Devise Freiheit, Gleichheit, Brüderlichkeit (französisch Liberté, Égalité, Fraternité) angezeigt wurde.

## Lage
Die Place de la Nation ist ein Verkehrskreisel mit einem äußeren und einem inneren Ring, in deren Mitte eine Insel mit Beeten und einer Bronzeplastik angelegt ist. Die so entstandene Grünanlage wird heute Jardin de Marianne genannt (vormals Square de la Place-de-la-Nation). Innerer und äußerer Ring sind durch einen Grünstreifen mit Bäumen getrennt. 
Auf den Platz münden die Avenue du Trône, die Avenue du Bel-Air, die Rue Fabre-d’Églantine, die Rue Jaucourt, die Avenue Dorian, der Boulevard Diderot, die Rue du Faubourg-Saint-Antoine, die den Platz mit der Place de la Bastille verbindet, der Boulevard Voltaire, die Avenue Philippe-Auguste, die Rue de Tunis, die Avenue de Bouvines und die Avenue de Taillebourg.

### Verkehrsanbindung
- Metro über die Station Nation  , ,  und
- Gare de Nation RER
- RATP 26, 56, 57, 71, 86, 215, 351 und Noctilien N11

## Geschichte
Der Platz lag einst an der Mauer der Generalpächter. Auf der einstigen Freifläche des Dorfes Picpus stellte man am 26. Juli 1660 anlässlich des feierlichen Einzugs des Königspaares Ludwig XIV. und Maria Teresa von Spanien, das sich auf der Rückreise von Saint-Jean-de-Luz befand, wo es geheiratet hatte, in Paris einen Thron auf. Der Platz bekam den Namen Place du Trône. Nach der Französischen Revolution wurde der Platz zunächst in Place du Trône-Renversé (Platz des gestürzten Throns) umbenannt. 
1784 errichtete man am westlichen Ausfalltor der Mauer der Generalpächter zwei Säulen mit den Statuen Philipps II. und Ludwigs IX., die der Architekt Claude Nicolas Ledoux geplant hatte. Sie stehen heute an der Avenue du Trône. 1794 errichtete man auf dem Platz eine Guillotine und richtete zahlreiche Persönlichkeiten hin, darunter den deutschen Reichsfürsten Friedrich III. zu Salm-Kyrburg, den Präsidenten der französischen Nationalversammlung Alexandre de Beauharnais, Cécile Renault und sechzehn Karmelitinnen.
1841 überlegte der Stadtrat, ob man das Pariser Wahrzeichen Elefant der Bastille hier aufstellen sollte, doch 1843 entschied man anders. Am 14. Juli 1880 bekam der Platz seinen heutigen Namen. Schon ein Jahr zuvor erteilte man Jules Dalou den Auftrag für die Monumentalplastik Le Triomphe de la République (deutsch Der Triumph der Republik) für die Mitte des Platzes. Sie wurde 1889 anlässlich der Hundertjahrfeier der Revolution in Gips eingeweiht und zehn Jahre später als Bronzestatue erneut der Öffentlichkeit übergeben. Bis in die 1960er Jahre umgab ein Brunnen die Statue. Heute steht die Bronzeplastik auf einem Grünstreifen.